# همزیستی دوسویه و حفاظت
حفاظت، حفظ تنوع زیستی است. حفاظت می‌تواند بر حفظ تنوع در سطوح ژنتیکی، گونه‌ها، جامعه یا کل بوم‌سازگان تمرکز کند. این مقاله به بررسی حفاظت در سطح گونه می‌پردازد، زیرا همزیستی دوسویه شامل برهم‌کنش بین گونه‌ها می‌شود. هدف نهایی حفاظت در این سطح، جلوگیری از انقراض گونه‌ها است. با این حال، حفاظت از گونه‌ها هدف گسترده‌تر یعنی حفظ فراوانی و پراکنش همه گونه‌ها، نه تنها گونه‌هایی که در معرض انقراض هستند، دارد. تعیین ارزش حفاظت از گونه‌های خاص می‌تواند از طریق استفاده از واحدهای مهم تکاملی انجام شود، که اساساً تلاش می‌کنند تا حفاظت از گونه‌هایی را که کمیاب‌ترین، سریع‌ترین در حال زوال، و متمایزترین از نظر ژنوتیپی و فنوتیپی هستند، اولویت‌بندی کنند.